# بازی‌های آسیایی ۲۰۱۴
بازی‌های آسیایی ۲۰۱۴ (به کره‌ای: ۲۰۱۴년 아시아 경기대회) که به‌طور رسمی به عنوان هفدهمین دورهٔ بازی‌های آسیایی (به کره‌ای: 제۱۷회 아시아 경기대회) شناخته می‌شود یک رویداد چند ورزشی آسیایی می‌باشد که در اینچئون، کره‌جنوبی برگزار شد. این سومین باری بود که کره میزبان این بازی‌ها بود. پیش از این، کره‌جنوبی در سال‌های ۲۰۰۲ و ۱۹۸۶ میزبان این رویداد شده بود.
اینچئون در ۱۷ آوریل ۲۰۰۷، با شکست دادن دهلی نو، هند، میزبان بازی‌ها شد و بعد از سئول (۱۹۸۶) و بوسان (۲۰۰۲) سومین شهر کره‌جنوبی شد که میزبان بازی‌های آسیایی شده‌است. بازی‌ها از ۱۹ سپتامبر تا ۴ اکتبر ۲۰۱۴ برگزار شد، گرچه چندین رویداد از ۱۴ سپتامبر ۲۰۱۴ آغاز شده بود. ۹٬۵۰۱ ورزشکار در این رویداد شرکت کردند که شامل ۴۳۹ رویداد در ۳۶ رشتهٔ ورزشی بود.
بازی‌ها توسط پارک گیون‌های، رئیس‌جمهور کره‌جنوبی در ورزشگاه اصلی بازی‌های آسیایی اینچئون گشایش یافت.
چین در صدر رده‌بندی مدال‌ها قرار گرفت و پس از آن کره‌جنوبی، میزبان بازی‌ها و ژاپن جای گرفتند، در حالی که کامبوج اولین نشان طلای خود را در بازی‌های آسیایی به‌دست‌آورد.
در طول برگزاری بازی‌ها، ۱۴ رکورد جهانی و ۲۷ رکورد آسیایی شکسته شد. کوزوکه هاژینو، شناگر ژاپنی به عنوان باارزش‌ترین ورزشکار (MVP) بازی‌ها اعلام شد. با وجود چندین بحث و اختلاف نظر، برگزاری این بازی‌ها با کمترین هزینهٔ میزبانی و همچنین رشد سطح رقابت در بین کشورهای آسیایی، به‌طور کلی موفقیت‌آمیز به‌نظر می‌آید.

## انتخاب میزبان

نشان‌وارهٔ نامزدی اینچئون برای میزبانی بازی‌های آسیایی ۲۰۱۴

### کاندیداها
در روز ۲ دسامبر ۲۰۰۶، دهلی نو (هندوستان) و اینچئون (کره‌جنوبی) به‌طور رسمی پیشنهاد خود را برای میزبانی این دوره در دوحه، قطر ارائه دادند.
| نتایج رأی‌گیری برای انتخاب میزبان بازی‌های آسیایی ۲۰۱۴ | نتایج رأی‌گیری برای انتخاب میزبان بازی‌های آسیایی ۲۰۱۴ | نتایج رأی‌گیری برای انتخاب میزبان بازی‌های آسیایی ۲۰۱۴ |
| ---------------------------------------------------- | ---------------------------------------------------- | ---------------------------------------------------- |
| شهر                                                  | کمیته ملی المپیک                                     | دور نخست                                             |
| اینچئون                                              | کره جنوبی                                            | ۳۲                                                   |
| دهلی نو                                              | هند                                                  | ۱۳                                                   |

رأی‌گیری در ۱۷ آوریل ۲۰۰۷ در هتل مرییات در شهر کویت، کویت، و در بیست و ششمین مجمع عمومی شورای المپیک آسیا (OCA) برگزار شد. اینچئون در برنامهٔ نهایی خود پیش از رأی‌گیری، پیشنهاد جدیدی ارائه داد و در این برنامه بودجه‌ای با مبلغ ۲۰ میلیون دلار برای حمایت از کشورهایی که هنوز در این رویداد موفق به کسب مدال نشده‌اند ارائه داد. همچنین بلیط‌های پرواز و محل اقامت رایگان به تمام شرکت‌کنندگان را پیشنهاد داد، در حالی که هند هیچ تغییری در برنامهٔ پیشنهادی خود ایجاد نکرد. تمام ۴۵ عضو، به صورت مخفی رأی خود را دادند. بعد در همان روز، اعلام شد که اینچئون حق میزبانی بازی‌ها را به‌دست آورده‌است. اگرچه جزئیات این فرایند رأی‌گیری منتشر نشد، اما مشخص شد اینچئون با نتیجه ۳۲–۱۳ به پیروزی رسیده‌است.
به‌طور کاملاً محسوسی، عدم اشتیاق دهلی برای میزبانی این رویداد، دلیل اصلی این شکست به حساب می‌آید. در آن هنگام، مانی شانکار عیار، وزیر ورزش هند، با میزبانی دهلی در این بازی‌ها به شدت مخالفت کرد و اظهار داشت: بهتر است پولی که دولت هند برای برگزاری این رویداد ورزشی اختصاص داده، صرف ساختن امکانات برای فقرا شود. رئیس انجمن المپیک هند (IOA) فاش کرد اظهارات وزیر ورزش هند در مورد میزبانی بازی‌ها دلیل اصلی باخت دهلی نو بود. نمایندهٔ IOA همچنین اضافه کرد که کمیتهٔ ارزیابی نامزدهای میزبانی، از آلودگی و ترافیک موجود در دهلی نگران است. دهلی مبلغ ۲۰۰٬۰۰۰ دلار برای پشتیبانی هر تیم شرکت‌کننده در بازی‌ها ارائه کرده بود، در حالی که در برابر این پیشنهاد، اینچئون مبلغ ۲۰ میلیون دلار برای پشتیبانی از هر ۴۵ کشور شرکت‌کننده ارائه کرد، و این یکی از مهم‌ترین دلایل شکست دهلی در برابر رقیب خود بود.

## فرایند توسعه و آماده‌سازی

### هزینه‌ها
هزینهٔ بازی‌ها حدود ۱٬۶۲ میلیارد دلار آمریکا تخمین زده شده‌است که دولت کره و دولت اینچئون به ترتیب ۱۹٪ و ۷۸٫۹٪ را از آن را تأمین کرده‌اند. از کل بودجه، مبلغ ۱٬۳۹ میلیارد دلار برای ساخت اماکن و زیرساخت‌ها استفاده شده‌است، در حالی که تقریباً ۱۱ میلیون دلار برای ساخت و ساز و تعمیر و نگهداری زمین‌های تمرین استفاده شده‌است. حدود ۱۰۳ میلیون دلار برای پروژه‌های راه و ترابری اختصاص یافته‌است.
با این حال، گزارشی که در آوریل ۲۰۱۲ منتشر شد حاکی از آن بود که این شهر زیر فشار طغیان بدهی‌های خود قرار دارد.
کمیتهٔ سازماندهی بازی‌های آسیایی اینچئون (IAGOC) پس از توافق برای کاهش تعداد ورزشکارانی که برای آن‌ها حمل و نقل و اسکان رایگان فراهم شده، از ۱۵٬۰۰۰ نفر به ۲٬۰۲۵ نفر، ۳۴ میلیون دلار پس‌انداز کرد.

### داوطلبان
برنامهٔ ویژهٔ داوطلب‌های بازی‌های آسیایی اینچئون ۲۰۱۴ در ۱ نوامبر ۲۰۱۳ با هدف قرار دادن ۱۳٬۵۰۰ داوطلب تنظیم شد. از تاریخ ۱۶ مارس ۲۰۱۴، ۲۵٬۸۲۷ درخواست برای داوطلبی دریافت شد و ۲۱٬۲۳۷ متقاضی برای آموزش دیدن برگزیده شدند.

### حمل مشعل

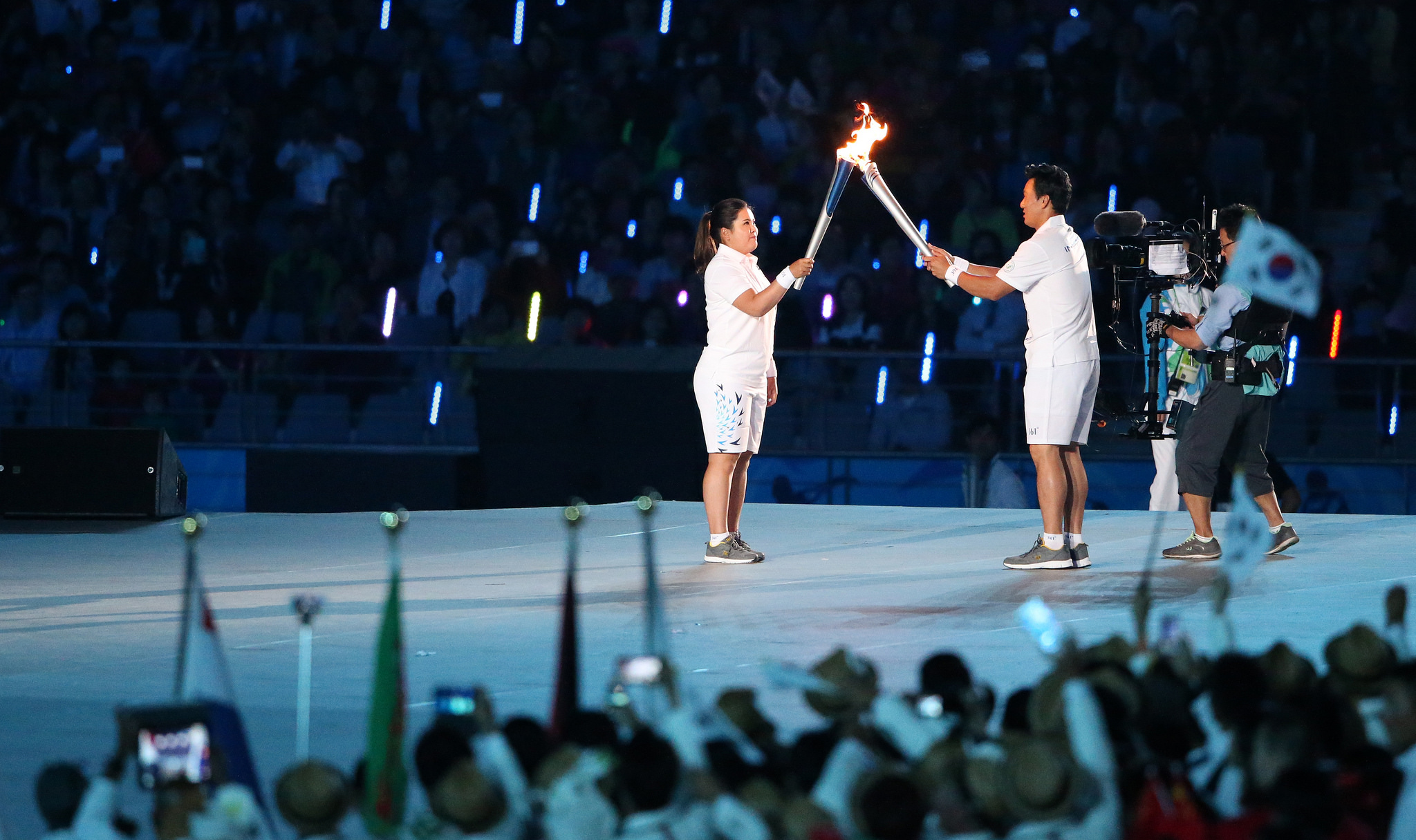
حمل مشعل در طی برگزاری مراسم افتتاحیه انجام شد. اینبی پارک، ورزشکار کره‌ای مشعل بازی‌ها را به لی سونگ-یوپ، دیگر ورزشکار کره می‌سپارد.

در اکتبر ۲۰۱۳، مشعل بازی‌ها با طرحی براساس نقش و نگار درنا، پرندهٔ رسمی کلانشهر اینچئون همراه با استوانهٔ داخلی آبی رنگ، که نشان‌دهندهٔ آسمان و اقیانوس اینچئون است، رونمایی شد. چهار رنگ دیگر آن (سبز، زرد، قرمز، بنفش) برای نشان دادن پنج منطقهٔ آسیا طراحی شده‌اند.
این مشعل در ۹ اوت ۲۰۱۴ در ورزشگاه ملی دیان چاند در دهلی نو، هند روشن شد. این نخستین بار بود که مشعل در خارج از کشور میزبان روشن شد.
همچنین برای نخستین مرتبه در بازی‌هایی که به میزبانی شهری از کره‌جنوبی برگزار شد، مشعل، حمل بین‌المللی داشت زیرا ویهای، شهری در استان شاندونگ جمهوری خلق چین، تنها شهر دیگری بود که در ۱۲ اوت ۲۰۱۴ میزبان مراسم حمل مشعل بود.
مراسم روشنایی مشعل در داخل مرزهای کره‌جنوبی، در ۱۲ اوت ۲۰۱۴، در مانیسان در جزیرهٔ گانگوا برگزار شد. مراسم حمل مشعل در داخل مرزهای کره‌جنوبی از ۱۳ اوت ۲۰۱۴ آغاز شد و تا مراسم افتتاحیه از ۷۰ شهر، به طول ۵٬۷۰۰ کیلومتر عبور کرد.

### حوزهٔ بازاریابی و محصولات

#### نشان رسمی بازی‌ها
نشان رسمی بازی‌ها نیز در همان روز نمایان شد. در این نشان یک بال پرنده، متشکل از پیوند چندین رشته "A"، حرف نخست کلمهٔ آسیا (Asia)، به همراه یک خورشید درخشان در سمت چپ و بالای تصویر، دیده می‌شود و این نمادی از مردم آسیا است که در آسمان دست در دست یکدیگر داده‌اند.

#### عروسک رسمی بازی‌ها

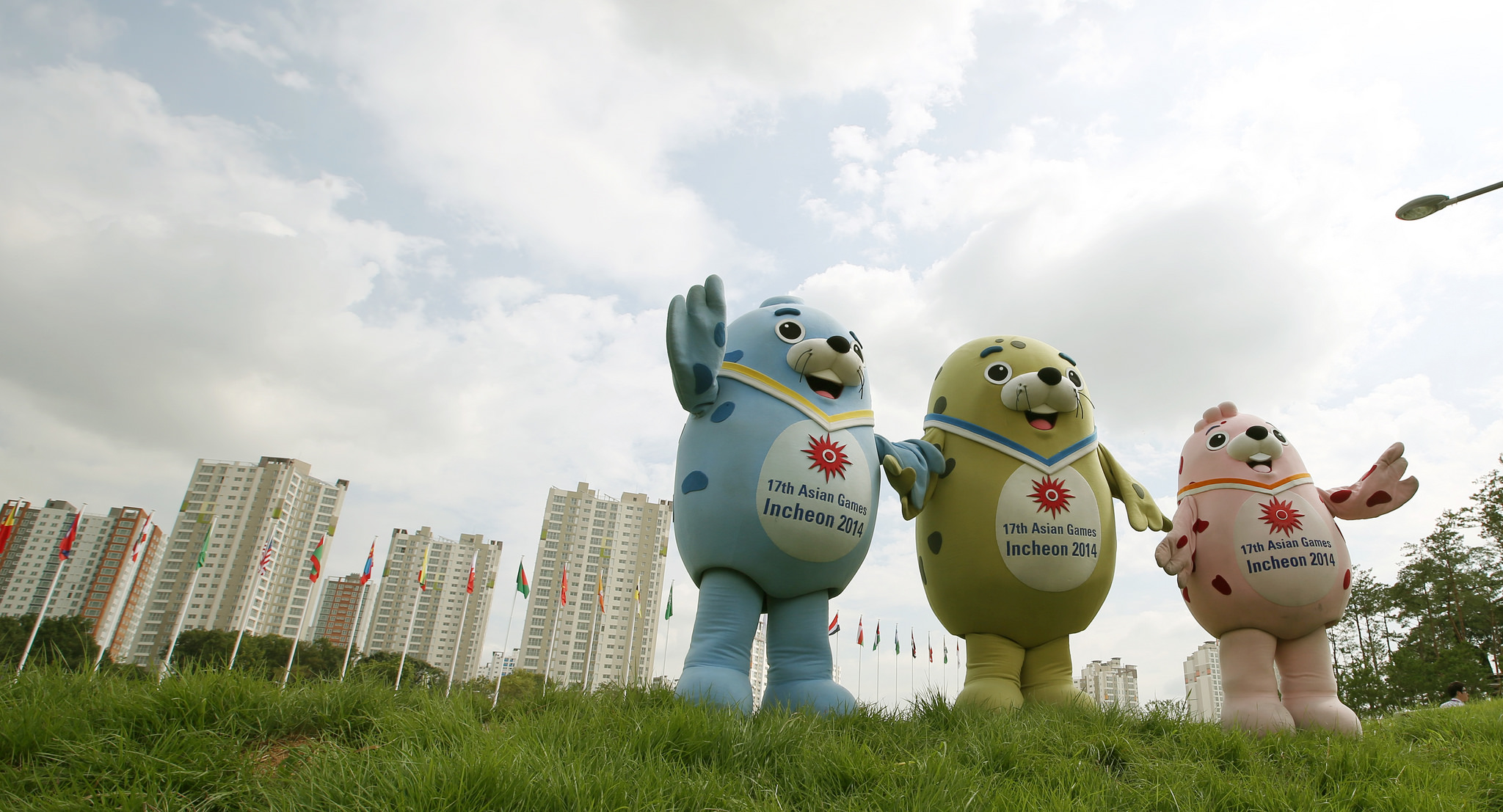
عروسک فک‌های خالدار در پارک آسیاد اینچئون

عروسک رسمی بازی‌های آسیایی ۲۰۱۴ با نام‌های "Barame" ,"Vichuon" و"Chumuro"

در ۴ نوامبر ۲۰۱۰، و در جزیرهٔ سانگدو، اینچئون، سه فک خالدار به عنوان عروسک رسمی بازی‌ها، رونمایی شدند.
نام این سه فک، «بارامه» (바라메)، «چومورو» (추므로) و «ویچوئون» (비추온) است که به معنی باد، رقص و نور در کره‌ای می‌باشند و انتخاب این نام‌ها به دلیل تطابق با ورزشگاه اصلی بازی‌ها در اینچئون می‌باشد.
نمونهٔ اصلی این عروسک از بنگ‌یئونگدو گرفته شده‌است.
این نماد که یکی از گونه‌های کمیاب جانوری در سواحل بین دو کشور کره‌جنوبی و کره‌شمالی می‌باشد، به عنوان نمادی برای صلح آینده بین کره‌جنوبی و کره‌شمالی انتخاب شده‌است.

#### مدال بازی‌ها
طراحی مدال بازی‌ها در ۱۹ اوت ۲۰۱۳ توسط شورای المپیک آسیا (OCA) تأیید شد. بر روی مدال، یک پنج‌ضلعی به نشان پنج بندر اینچئون- Airport, Seaport, Teleport, Leisureport و Businessport به همراه بازی‌های آسیایی ۲۰۱۴، در داخل و مرکز این پنج‌ضلعی، حک شده‌است؛ که نماد این شهر به عنوان مرکزیت شمال‌شرقی آسیا است. در سمت دیگر هم شعار بازی‌ها به دو زبان کره‌ای و انگلیسی نوشته شده‌است.

#### شعار بازی‌ها
در ۱۶ سپتامبر ۲۰۱۰، از شعار بازی‌ها با عنوان «تنوع در این‌جا می‌درخشد» (به انگلیسی: Diversity Shines Here) رونمایی شد. این شعار نشان‌دهندهٔ اهمیت فوق‌العادهٔ وجود تنوع شگفت‌انگیز در تاریخ، فرهنگ‌ها و ادیان آسیایی است.
شعار رسمی به زبان کره‌ای «평화의 숨결, 아시아의 미래» به معنای واقعی کلمه به معنای «نفس صلح، آیندهٔ آسیا» می‌باشد.

#### تبلیغات
شش پوستر رسمی برای بازی‌های آسیایی اینچئون، در ۳۱ مارس ۲۰۱۱ منتشر شد. این طرح شامل ۲۸ ورزش المپیکی می‌شد که به پنج گروه تقسیم می‌شوند: ورزش‌های راکتی، ورزش‌های توپی، ورزش‌های آبی، ورزش‌های مهارتی و ورزش‌های دارای وزن‌بندی. از راه‌های مختلف، ارزش‌ها و فلسفهٔ هفدهمین دورهٔ بازی‌های آسیایی در این پوسترها نشان داده شده‌است.

#### بازرگانی
سازمان دهندهٔ بازی‌ها ۳۰ روز پیش از آغاز بازی‌ها فروش کالا را آغاز کرد و «IB Worldwide» را به عنوان فروشندهٔ رسمی این رویداد منصوب کرد.

#### موسیقی
در ۲۰ ژوئن ۲۰۱۴، آلبوم رسمی بازی‌ها با اجرای جی‌وای‌جی و توسط شرکت یونیورسال میوزیک گروپ (Universal Music) منتشر شد.

### مکان‌ها

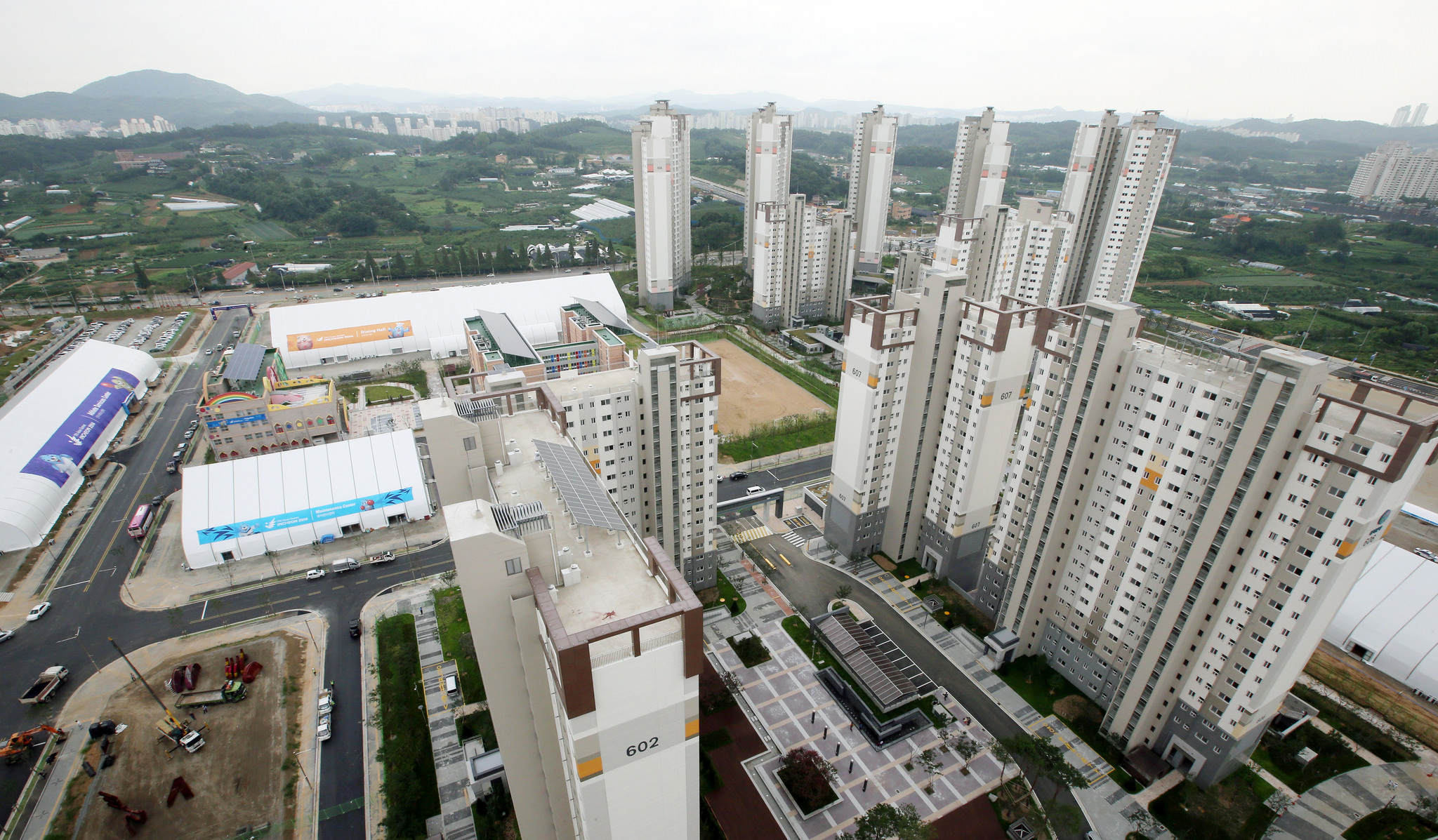
نمایی از بالای پارک آسیاد اینچئون

۴۹ مکان مسابقه و ۴۸ مکان برای تمرین در طول بازی‌ها مورد استفاده قرار گرفتند. در بین ۴۹ مکان مسابقه، ده مکان در شش شهر استان گیونگی-دو واقع شده و دو مورد دیگر نیز در چونگجو و سئول واقع شده‌است. باقی مکان‌ها در هشت منطقه و یک ایالت داخل کلانشهر اینچئون قرار دارند. ده ورزشگاه جدید برای برگزاری بازی‌ها ساخته شد. همچنین این بازی‌ها شامل دهکدهٔ ورزشکاران و رسانه بود که دارای بیش از ۳٬۳۰۰ واحد آپارتمان و ۹٬۵۶۰ اتاق برای ورزشکاران و اهالی رسانه می‌باشد.
ورزشگاه اصلی بازی‌ها که به نام ورزشگاه اصلی آسیاد اینچئون شناخته می‌شود، در طول بازی‌ها ۶۱٬۰۷۴ صندلی ظرفیت داشت و ۳۰٬۰۰۰ صندلی آن پس از بازی‌ها متغیر بود.
این ورزشگاه ۴۰۰ میلیون‌دلاری با پیش‌بینی گنجایش ۷۰٬۰۰۰ صندلی، توسط شرکت پاپولوس طراحی شده‌است که چندین محل برگزاری مسابقات در سراسر جهان از جمله ورزشگاه المپیک بازی‌های المپیک تابستانی ۲۰۱۲ را طراحی کرده‌است. مراسم کلنگ‌زنی و آغاز ساخت این مکان در یئونهوی-دونگ در روز ۲۸ ژوئن ۲۰۱۱ انجام شد. این پروژه که در ژوئن ۲۰۱۱ شروع شده بود، در ژوئیه ۲۰۱۴ به پایان رسید.
دهکدهٔ ورزشکاران در گوول، نامدونگ دیستریکت ساخته شد که ۲۲ ساختمان آپارتمان و ۲٬۲۲۰ واحد داشت. در این مکان، حدود ۱۴٬۵۰۰ ورزشکار و مسئول تیم جای می‌گیرند.

### حمل و نقل
پروژهٔ ساخت متروی اینچئون که طبق برنامه‌ریزی‌های قبلی قرار بود در سال ۲۰۱۸ تکمیل شود، در دورهٔ کوتاه‌تری به انجام رسید. با توجه به محبوبیت روزافزون فرودگاه بین‌المللی اینچئون در طول بازی‌ها، روش‌های مهاجرت برای راحتی بیشتر مسافران، بهبود یافت.

## مراسم افتتاحیه

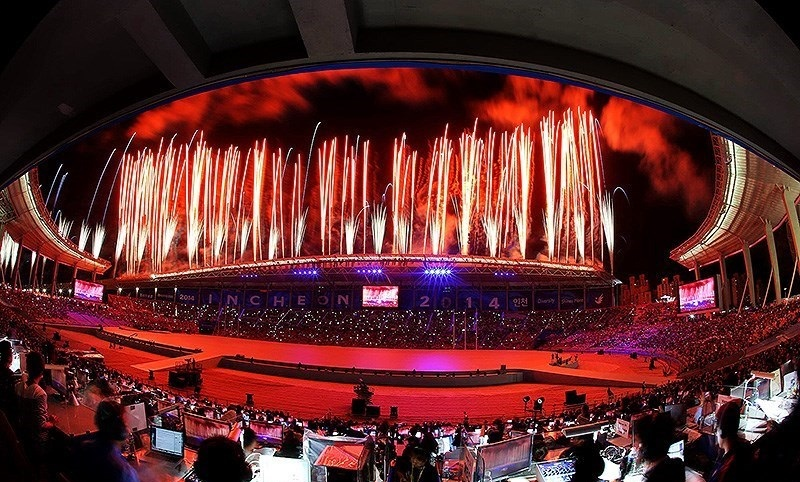
آیین گشایش

آیین افتتاحیه، ساعت ۱۸:۰۰ به وقت محلی، در روز ۱۹ سپتامبر ۲۰۱۴ آغاز شد. کارگردانی اجرای این مراسم افتتاحیه برعهدهٔ دو تن از مشهورترین کارگردانان کره‌ای بود. ایم کوان-تا، کارگردان، به همراه جانگ جین، نمایش‌نامه نویس و بازیگر کره‌ای، کارگردان مراسم بودند. کیم سئونگ-جو، هنرمند و یون سو-یئونگ، رئیس تشریفات کی‌بی‌اس میزبان مراسم بودند.
پارک گون-هه، رئیس‌جمهور کره‌جنوبی، که بازی‌ها را افتتاح کرد، به همراه توماس باخ، رئیس کمیته بین‌المللی المپیک، یوئیچی ماسوزوئه، فرماندار توکیو و همچنین یو جیونگ-بوک، شهردار اینچئون، در این مراسم حضور داشتند.
بازیگران، جانگ دونگ-گون و کیم سو هیون اجرای این نمایش را به‌عهده داشتند که در چهار بازی نمایشی تحت پوشش قرار گرفت، از «آسیا مدت‌ها قبل»، «دیدار آسیا از طریق دریا»، «آسیا به عنوان خانواده و دوستان» و «آسیا به عنوان یک و آینده در حال پیوستن به امروز»، گذشته و آیندهٔ کره را با فناوری دیجیتال به نمایش گذاشت. نوازندگان دیگر شامل پیانویست چینی، لانگ لانگ، خوانندهٔ سوپرانو، سومی جو، جی‌وای‌جی، اکسو، و سای در این آیین که با نمایش گانگنام استایل به پایان رسید، شرکت کردند.

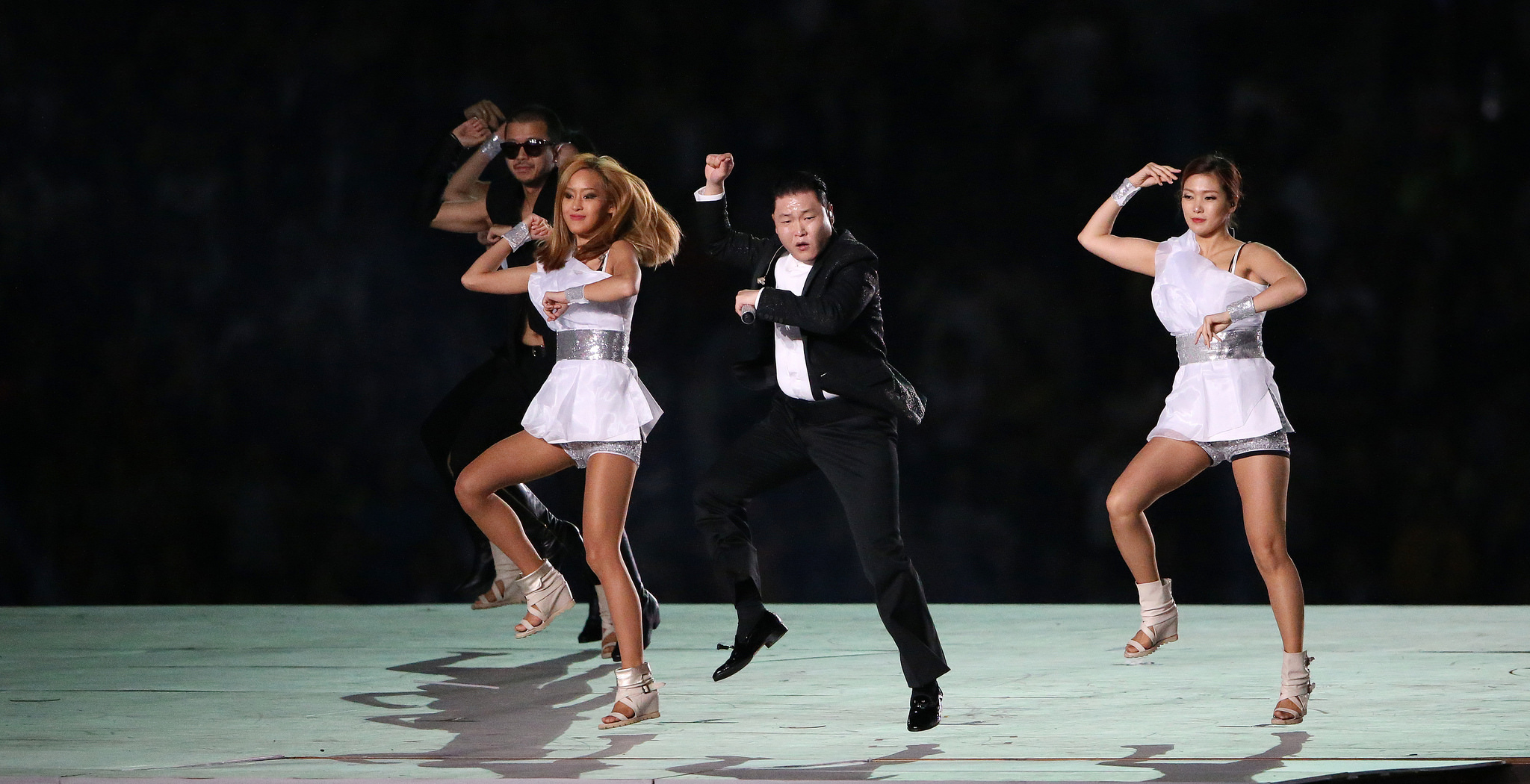
سای در حال اجرای رقص گانگنام استایل.

## کشورهای شرکت‌کننده

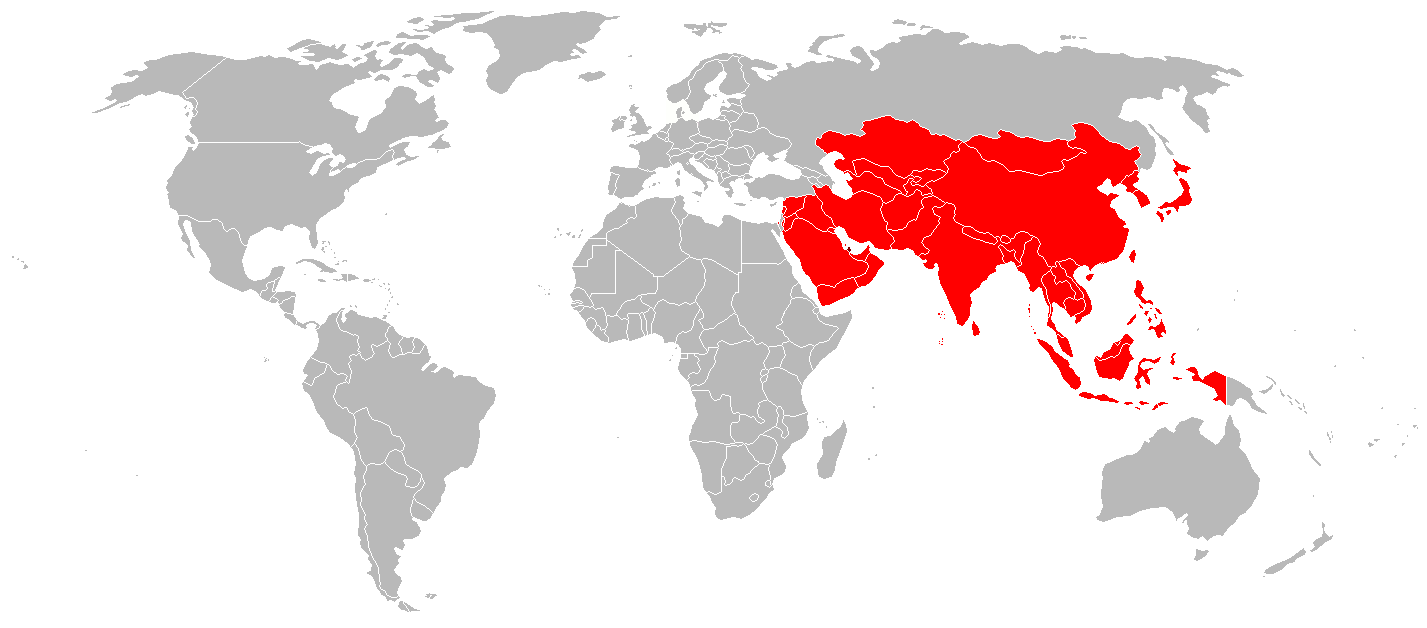
کشورهای شرکت‌کننده.

تمام ۴۵ عضو شورای المپیک آسیا، از جمله کره‌شمالی، که در ابتدا و پس از بروز اختلافات با کره‌جنوبی در مورد مسائل اداری مربوط به هیئت ورزشکاران و مسئولان این کشور، تهدید به تحریم بازی‌ها کرده بود، در این بازی‌ها شرکت کردند.
عربستان سعودی تنها کشوری بود که ورزشکاران زن را به بازی‌ها اعزام نکرد.
فهرست کمیته‌های ملی المپیک شرکت‌کننده به همراه تعداد ورزشکاران هر کشور که در داخل پرانتز آمده، مشاهده می‌شود.
| کمیته‌های ملی المپیک شرکت‌کننده در بازی‌های آسیایی ۲۰۱۴ |
| --- |
| - افغانستان (۶۹) - بحرین (۶۹) - بنگلادش (۱۳۶) - بوتان (۱۶) - برونئی (۱۱) - کامبوج (۲۰) - چین (۸۹۴) - چین تایپه (۴۲۰) - تیمور شرقی (۳۳) - هنگ کنگ (۴۷۶) - هند (۵۱۵) - اندونزی (۱۸۶) - ایران (۲۸۲) - عراق (۶۳) - ژاپن (۷۱۸) - اردن (۹۷) - قزاقستان (۴۱۵) - کره شمالی (۱۵۰) - کره جنوبی (۸۳۳)(میزبان) - کویت (۲۵۸) - قرقیزستان (۱۱۷) - لائوس (۱۰۲) - لبنان (۴۱) - ماکائو (۱۳۵) - مالزی (۲۷۷) - مالدیو (۱۴۲) - مغولستان (۲۳۴) - میانمار (۶۴) - نپال (۲۰۳) - عمان (۹۳) - پاکستان (۱۸۸) - فلسطین (۵۶) - فیلیپین (۱۵۰) - قطر (۲۵۱) - عربستان سعودی (۲۰۲) - سنگاپور (۲۳۰) - سری‌لانکا (۸۰) - سوریه (۳۰) - تاجیکستان (۹۲) - تایلند (۵۱۸) - ترکمنستان (۸۰) - امارات متحده عربی (۸۵) - ازبکستان (۲۹۱) - ویتنام (۱۹۶) - یمن (۳۴) |

ورزشکاران کمیته‌های ملی المپیک شرکت‌کننده (از بیشترین تا کمترین)
| IOC | کشور              | ورزشکاران |
| --- | ----------------- | --------- |
| CHN | چین               | ۸۹۴       |
| KOR | کره جنوبی         | ۸۳۳       |
| JPN | ژاپن              | ۷۱۸       |
| THA | تایلند            | ۵۱۸       |
| IND | هند               | ۵۱۵       |
| HKG | هنگ کنگ           | ۴۷۶       |
| TPE | چین تایپه         | ۴۲۰       |
| KAZ | قزاقستان          | ۴۱۵       |
| UZB | ازبکستان          | ۲۹۱       |
| IRI | ایران             | ۲۸۲       |
| MAS | مالزی             | ۲۷۷       |
| KUW | کویت              | ۲۵۸       |
| QAT | قطر               | ۲۵۱       |
| MGL | مغولستان          | ۲۳۴       |
| SGP | سنگاپور           | ۲۳۰       |
| NEP | نپال              | ۲۰۳       |
| KSA | عربستان سعودی     | ۲۰۲       |
| VIE | ویتنام            | ۱۹۶       |
| PAK | پاکستان           | ۱۸۸       |
| INA | اندونزی           | ۱۸۶       |
| PRK | کره شمالی         | ۱۵۰       |
| PHI | فیلیپین           | ۱۵۰       |
| MDV | مالدیو            | ۱۴۲       |
| BAN | بنگلادش           | ۱۳۶       |
| MAC | ماکائو            | ۱۳۵       |
| KGZ | قرقیزستان         | ۱۱۷       |
| LAO | لائوس             | ۱۰۲       |
| JOR | اردن              | ۹۷        |
| OMA | عمان              | ۹۳        |
| TJK | تاجیکستان         | ۹۲        |
| UAE | امارات متحده عربی | ۸۵        |
| SRI | سری‌لانکا          | ۸۰        |
| TKM | ترکمنستان         | ۸۰        |
| AFG | افغانستان         | ۶۹        |
| BRN | بحرین             | ۶۹        |
| MYA | میانمار           | ۶۴        |
| IRQ | عراق              | ۶۳        |
| PLE | فلسطین            | ۵۶        |
| LBN | لبنان             | ۴۱        |
| YEM | یمن               | ۳۴        |
| TLS | تیمور شرقی        | ۳۳        |
| SYR | سوریه             | ۳۰        |
| CAM | کامبوج            | ۲۰        |
| BHU | بوتان             | ۱۶        |
| BRU | برونئی            | ۱۱        |

## تقویم
| اف | مراسم افتتاحیه | ● | رویداد مقدماتی | ۱ | رویداد نشان طلا | اخ | مراسم اختتامیه |

| سپتامبر/اکتبر        | سپتامبر/اکتبر         | چهاردهم یک | پانزدهم دو | شانزدهم سه | هفدهم چهار | هجدهم پنج | نوزدهم آدینه | بیستم شنبه | بیست‌ویکم یک | بیست‌ودوم دو | بیست‌وسوم سه | بیست‌وچهارم چهار | بیست‌وپنجم پنج | بیست‌وششم آدینه | بیست‌وهفتم شنبه | بیست‌وهشتم یک | بیست‌ونهم دو | سی‌ام سه | یکم چهار | دوم پنج | سوم آدینه | چهارم شنبه | رویدادها       |
| -------------------- | --------------------- | ---------- | ---------- | ---------- | ---------- | --------- | ------------ | ---------- | ----------- | ----------- | ----------- | --------------- | ------------- | -------------- | -------------- | ------------ | ----------- | ------- | -------- | ------- | --------- | ---------- | -------------- |
| مراسم‌ها              | مراسم‌ها               |            |            |            |            |           | اف           |            |             |             |             |                 |               |                |                |              |             |         |          |         |           | اخ         | —              |
| ورزش‌های آبی          | شنای موزون            |            |            |            |            |           |              | ۱          | ●           | ۱           | ۱           |                 |               |                |                |              |             |         |          |         |           |            | ۵۳             |
| ورزش‌های آبی          | شیرجه                 |            |            |            |            |           |              |            |             |             |             |                 |               |                |                |              | ۲           | ۲       | ۲        | ۲       | ۲         |            | ۵۳             |
| ورزش‌های آبی          | شنا                   |            |            |            |            |           |              |            | ۶           | ۶           | ۷           | ۷               | ۶             | ۶              |                |              |             |         |          |         |           |            | ۵۳             |
| ورزش‌های آبی          | واترپلو               |            |            |            |            |           |              | ●          | ●           | ●           | ۱           | ●               | ●             | ●              | ●              | ●            | ●           | ●       | ۱        |         |           |            | ۵۳             |
| تیراندازی با کمان    | تیراندازی با کمان     |            |            |            |            |           |              |            |             |             | ●           | ●               | ●             | ●              | ۴              | ۴            |             |         |          |         |           |            | ۸              |
| دو و میدانی          | دو و میدانی           |            |            |            |            |           |              |            |             |             |             |                 |               |                | ۵              | ۸            | ۷           | ۴       | ۱۱       | ۱۱      | ۱         |            | ۴۷             |
| بدمینتون             | بدمینتون              |            |            |            |            |           |              | ●          | ●           | ۱           | ۱           | ●               | ●             | ●              | ۱              | ۲            | ۲           |         |          |         |           |            | ۷              |
| بیسبال               | بیسبال                |            |            |            |            |           |              |            | ●           | ●           | ●           | ●               | ●             |                | ●              | ۱            |             |         |          |         |           |            | ۲              |
| بیسبال               | سافت‌بال               |            |            |            |            |           |              |            |             |             |             |                 |               |                | ●              | ●            | ●           |         | ●        | ۱       |           |            | ۲              |
| بسکتبال              | بسکتبال               |            |            |            |            |           |              | ●          | ●           | ●           | ●           | ●               | ●             | ●              | ●              | ●            | ●           |         | ●        | ۱       | ۱         |            | ۲              |
| بولینگ               | بولینگ                |            |            |            |            |           |              |            |             |             | ۱           | ۱               | ۱             | ۱              | ●              | ۲            | ●           | ۴       | ●        | ۲       |           |            | ۱۲             |
| بوکس                 | بوکس                  |            |            |            |            |           |              |            |             |             | ●           | ●               | ●             | ●              | ●              | ●            | ●           | ●       | ۳        | ●       | ۱۰        |            | ۱۳             |
| کانوئینگ             | اسلالوم               |            |            |            |            |           |              |            |             |             |             |                 |               |                |                |              |             |         | ●        | ۴       |           |            | ۱۶             |
| کانوئینگ             | اسپرینت               |            |            |            |            |           |              |            |             |             |             |                 |               |                | ●              | ●            | ۱۲          |         |          |         |           |            | ۱۶             |
| کریکت                | کریکت                 |            |            |            |            |           |              | ●          | ●           | ●           | ●           | ●               | ●             | ۱              | ●              | ●            | ●           | ●       | ●        | ●       | ۱         |            | ۲              |
| دوچرخه‌سواری          | دوچرخه‌سواری – BMX     |            |            |            |            |           |              |            |             |             |             |                 |               |                |                |              |             |         | ۲        |         |           |            | ۱۸             |
| دوچرخه‌سواری          | دوچرخه‌سواری – کوهستان |            |            |            |            |           |              |            |             |             |             |                 |               |                |                |              |             | ۲       |          |         |           |            | ۱۸             |
| دوچرخه‌سواری          | دوچرخه‌سواری – جاده    |            |            |            |            |           |              |            |             |             |             |                 |               |                | ۲              | ۱            | ۱           |         |          |         |           |            | ۱۸             |
| دوچرخه‌سواری          | دوچرخه‌سواری – پیست    |            |            |            |            |           |              | ۲          | ۲           | ۱           | ۱           | ۱               | ۳             |                |                |              |             |         |          |         |           |            | ۱۸             |
| سوارکاری             | سوارکاری              |            |            |            |            |           |              | ۱          | ●           |             | ۱           | ●               | ●             | ۲              |                | ۱            |             | ۱       |          |         |           |            | ۶              |
| شمشیربازی            | شمشیربازی             |            |            |            |            |           |              | ۲          | ۲           | ۲           | ۲           | ۲               | ۲             |                |                |              |             |         |          |         |           |            | ۱۲             |
| فوتبال               | فوتبال                | ●          | ●          | ●          | ●          | ●         |              | ●          | ●           | ●           | ●           | ●               | ●             | ●              | ●              | ●            |             | ●       | ۱        | ۱       |           |            | ۲              |
| گلف                  | گلف                   |            |            |            |            |           |              |            |             |             |             |                 | ●             | ●              | ●              | ۴            |             |         |          |         |           |            | ۴              |
| ژیمناستیک            | هنری                  |            |            |            |            |           |              |            | ۱           | ۱           | ۲           | ۵               | ۵             |                |                |              |             |         |          |         |           |            | ۱۸             |
| ژیمناستیک            | ریتمیک                |            |            |            |            |           |              |            |             |             |             |                 |               |                |                |              |             |         | ۱        | ۱       |           |            | ۱۸             |
| ژیمناستیک            | ترامپولین             |            |            |            |            |           |              |            |             |             |             |                 |               | ۲              |                |              |             |         |          |         |           |            | ۱۸             |
| هندبال               | هندبال                |            |            |            |            |           |              | ●          | ●           | ●           |             | ●               | ●             | ●              |                | ●            | ●           | ●       | ۱        | ۱       |           |            | ۲              |
| هاکی روی چمن         | هاکی روی چمن          |            |            |            |            |           |              | ●          | ●           | ●           | ●           | ●               | ●             | ●              | ●              |              | ●           | ●       | ۱        | ۱       |           |            | ۲              |
| جودو                 | جودو                  |            |            |            |            |           |              | ۴          | ۵           | ۵           | ۲           |                 |               |                |                |              |             |         |          |         |           |            | ۱۶             |
| کبدی                 | کبدی                  |            |            |            |            |           |              |            |             |             |             |                 |               |                |                | ●            | ●           | ●       | ●        | ●       | ۲         |            | ۲              |
| کاراته               | کاراته                |            |            |            |            |           |              |            |             |             |             |                 |               |                |                |              |             |         |          | ۵       | ۵         | ۳          | ۱۳             |
| پنج‌گانه مدرن         | پنج‌گانه مدرن          |            |            |            |            |           |              |            |             |             |             |                 |               |                |                |              |             |         |          | ۲       | ۲         |            | ۴              |
| روئینگ               | روئینگ                |            |            |            |            |           |              | ●          | ●           | ●           | ●           | ۷               | ۷             |                |                |              |             |         |          |         |           |            | ۱۴             |
| راگبی هفت نفره       | راگبی هفت نفره        |            |            |            |            |           |              |            |             |             |             |                 |               |                |                |              |             | ●       | ●        | ۲       |           |            | ۲              |
| قایقرانی بادبانی     | قایقرانی بادبانی      |            |            |            |            |           |              |            |             |             |             | ●               | ●             | ●              | ●              | ●            | ●           | ●       | ۱۴       |         |           |            | ۱۴             |
| سپک تاکرا            | سپک تاکرا             |            |            |            |            |           |              | ●          | ●           | ۲           | ●           | ●               | ●             | ●              | ●              | ۲            | ●           | ●       | ●        | ●       | ۲         |            | ۶              |
| تیراندازی            | تیراندازی             |            |            |            |            |           |              | ۴          | ۴           | ۴           | ۴           | ۴               | ۱۰            | ۱۶             | ۶              |              | ●           | ۲       |          |         |           |            | ۴۴             |
| اسکواش               | اسکواش                |            |            |            |            |           |              | ●          | ●           | ●           | ۲           | ●               | ●             | ●              | ۲              |              |             |         |          |         |           |            | ۴              |
| تنیس روی میز         | تنیس روی میز          |            |            |            |            |           |              |            |             |             |             |                 |               |                | ●              | ●            | ●           | ۲       | ●        | ●       | ۳         | ۲          | ۷              |
| تکواندو              | تکواندو               |            |            |            |            |           |              |            |             |             |             |                 |               |                |                |              |             | ۴       | ۴        | ۴       | ۴         |            | ۱۶             |
| تنیس                 | تنیس                  |            |            |            |            |           |              | ●          | ●           | ●           | ●           | ۲               | ●             | ●              | ●              | ●            | ۳           | ۲       |          |         |           |            | ۱۴             |
| تنیس                 | سافت تنیس             |            |            |            |            |           |              |            |             |             |             |                 |               |                |                |              | ●           | ۲       | ۱        | ۲       | ●         | ۲          | ۱۴             |
| سه‌گانه               | سه‌گانه                |            |            |            |            |           |              |            |             |             |             |                 | ۲             | ۱              |                |              |             |         |          |         |           |            | ۳              |
| والیبال              | والیبال ساحلی         |            |            |            |            |           |              | ●          | ●           | ●           | ●           | ●               | ●             | ●              | ●              | ۱            | ۱           |         |          |         |           |            | ۴              |
| والیبال              | والیبال سالنی         |            |            |            |            |           |              | ●          | ●           | ●           | ●           | ●               | ●             | ●              | ●              | ●            | ●           | ●       | ●        | ۱       | ۱         |            | ۴              |
| وزنه‌برداری           | وزنه‌برداری            |            |            |            |            |           |              | ۲          | ۲           | ۲           | ۲           | ۲               | ۲             | ۳              |                |              |             |         |          |         |           |            | ۱۵             |
| کشتی                 | کشتی                  |            |            |            |            |           |              |            |             |             |             |                 |               |                | ۴              | ۴            | ۴           | ۴       | ۴        |         |           |            | ۲۰             |
| ووشو                 | ووشو                  |            |            |            |            |           |              | ۲          | ۲           | ۲           | ۲           | ۷               |               |                |                |              |             |         |          |         |           |            | ۱۵             |
| مدال روزانهٔ رویدادها | مدال روزانهٔ رویدادها  |            |            |            |            |           |              | ۱۸         | ۲۴          | ۲۷          | ۲۹          | ۳۸              | ۳۸            | ۲۲             | ۲۴             | ۳۰           | ۳۲          | ۲۹      | ۴۶       | ۴۱      | ۳۴        | ۷          | ۴۳۹            |
| مجموع کلی            | مجموع کلی             |            |            |            |            |           |              | ۱۸         | ۴۲          | ۶۹          | ۹۸          | ۱۳۶             | ۱۷۴           | ۱۹۶            | ۲۲۰            | ۲۵۰          | ۲۸۲         | ۳۱۱     | ۳۵۷      | ۳۹۸     | ۴۳۲       | ۴۳۹        | ۴۳۹            |
| سپتامبر/اکتبر        | سپتامبر/اکتبر         | چهاردهم یک | پانزدهم دو | شانزدهم سه | هفدهم چهار | هجدهم پنج | نوزدهم آدینه | بیستم شنبه | بیست‌ویکم یک | بیست‌ودوم دو | بیست‌وسوم سه | بیست‌وچهارم چهار | بیست‌وپنجم پنج | بیست‌وششم آدینه | بیست‌وهفتم شنبه | بیست‌وهشتم یک | بیست‌ونهم دو | سی‌ام سه | یکم چهار | دوم پنج | سوم آدینه | چهارم شنبه | مجموع رویدادها |

## ورزش‌ها
بازی‌های آسیایی ۲۰۱۴ شامل ۲۸ ورزش المپیکی بود که در بازی‌های المپیک تابستانی ۲۰۱۶ حضور داشتند. علاوه بر این، هشت ورزش غیر المپیکی در این دوره حضور داشتند: بیسبال، بولینگ، کریکت، کبدی، کاراته، سپک تاکرا، اسکواش و ووشو. این فهرست در ۹ دسامبر ۲۰۱۰ در جلسهٔ هیئت مدیرهٔ OCA در مسقط، عمان تصویب شد. در این نشست شش ورزش دیگر: رول‌اسکیت، بازی‌های تخته‌ای (شطرنج، گو، ژیانگ‌کی)، بیلیارد، سافت‌بال، رقص ورزشی و دراگون بوت (قایق اژدها) که در بازی‌های دورهٔ قبل حاضر بودند، از فهرست حذف شدند. در ۱۳ ژوئیه ۲۰۱۱، در طی برگزاری سی‌امین مجمع عمومی سالانه در توکیو، سافت‌بال و بیسبال به عنوان یک رشتهٔ ورزشی به ثبت رسیدند، درحالی که سافت تنیس زیرمجموعهٔ تنیس قرار گرفت.
برای اولین‌بار، رویدادهای تیراندازی با کمان کامپوند، سه‌گانه مختلط و جودو تیمی در فهرست رویدادهای بازی‌ها جای گرفتند. تغییر در ورزش‌های غیر المپیکی حاضر در بازی‌های آسیایی تحت تأثیر بحث و گفتگو با سازمان دهندگان بازی‌ها قرار داشت، که پیشنهاد کرده بودند که کریکت از برنامهٔ بازی‌ها حذف شود، زیرا احساس می‌کردند تعداد بسیار کمی از کشورها آن را بازی می‌کنند و زیرساخت‌های لازم برای میزبانی آن وجود ندارد. با این حال، OCA با استناد به محبوبیت و علاقهٔ بیننده، با پیشنهاد حذف کریکت مخالفت کرد.
| - ورزش‌های آبی - شیرجه - شنا - شنای موزون - واترپلو - تیراندازی با کمان - دو و میدانی - بدمینتون - بیسبال - بیسبال - سافت‌بال - بسکتبال - بولینگ - بوکس | - کانوئینگ - اسپرینت - اسلالوم - کریکت - دوچرخه‌سواری - بی‌ام‌ایکس - دوچرخه‌سواری کوهستان - جاده - پیست - سوارکاری - درساژ - سه‌روزه - پرش - شمشیربازی - هاکی روی چمن | - فوتبال - گلف - ژیمناستیک - هنری - ریتمیک - ترامپولین - هندبال - جودو - کبدی - کاراته - پنج‌گانه مدرن - روئینگ - راگبی ۷ نفره - قایقرانی بادبانی | - سپک تاکرا - تیراندازی - اسکواش - تنیس روی میز - تکواندو - تنیس - تنیس - سافت تنیس - سه‌گانه - والیبال - والیبال ساحلی - والیبال سالنی - وزنه‌برداری - کشتی - ووشو |

## مراسم اختتامیه
مراسم اختتامیه روز ۴ اکتبر ۲۰۱۴ و در ساعت ۱۹:۰۰ به وقت محلی آغاز شد. موضوع این مراسم «خاطرات به یادماندنی ما از اینچئون» بود. رئیس OCA، شیخ احمد الفهد الصباح، نخست‌وزیر کره جنوبی، جونگ هونگ-وون، و شهردار اینچئون، یو جئونگ-بوک مهمان این مراسم بودند.
در این مراسم اجراهایی از شرکت رقص ملی کره جنوبی و گروه مرکز رقص گوگاک و آکادمی تکواندو کوکی‌وون به انجام رسید. سپس سانهه ایم، خوانندهٔ سوپرانو سرود ملی را در مراسم خواند و پس از آن ورزشکاران در امتداد هم به همراه داوطلبان و حمل‌کنندگان پلاکارد وارد ورزشگاه شدند. پیش از سخنان شیخ احمد الفهد الصباح، گروه موسیقی سی‌ان‌بلو دو آهنگ "I'm sorry" و "Can't stop" را اجرا کرد، جایزهٔ MVP سامسونگ بهترین ورزشکار بازی‌ها کوزوکه هاژینو اهدا شد و پایان بازی‌های آسیایی اینچئون ۲۰۱۴ اعلام شد.
پرچم شورای المپیک آسیا پایین آورده شد و پرچم اندونزی، کشور میزبان دورهٔ بعد همزمان با پخش سرود ملی اندونزی برافراشته شد.
ریتا سوبووو عضو کمیتهٔ بین‌المللی المپیک، الکس نوئردین فرماندار سوماترای جنوب و باسوکی تیاهاجا پورناما فرماندار جاکارتا پرچم بازی‌ها را برای بازی‌های ۲۰۱۸ دریافت کردند.
این مراسم با اجرای بخش مربوط به جاکارتا و پالم‌بانگ، شهرهای میزبان دورهٔ بعدی بازی‌های آسیایی ادامه پیدا کرد. این بخش با اجرای «رنگ‌های جاکارتا» آغاز شد و با رقص جاوه‌ای با نام رُنگنگ و سپس با نمایش «روح سوماترای جنوبی»، رقص مالایی همراه با نواختن طبل‌های رامپاک نوسانتارا ادامه یافت.
با اجرای آهنگ‌های "Hands up" و "Fantastic Baby" از ستارهٔ موسیقی پاپ کره، بیگ بنگ، مراسم اختتامیه به پایان رسید درحالی که پیشتر گروه سیستار کنسرت پیش از مراسم را اجرا کرده بود.

## جدول مدال‌ها
*   کشور میزبان (کره جنوبی)
| رتبه            | کشور                    | طلا | نقره | برنز | مجموع |
| --------------- | ----------------------- | --- | ---- | ---- | ----- |
| ۱               | چین (CHN)               | ۱۵۱ | ۱۰۹  | ۸۵   | ۳۴۵   |
| ۲               | کره جنوبی (KOR)*        | ۷۹  | ۷۰   | ۷۹   | ۲۲۸   |
| ۳               | ژاپن (JPN)              | ۴۷  | ۷۷   | ۷۶   | ۲۰۰   |
| ۴               | قزاقستان (KAZ)          | ۲۸  | ۲۳   | ۳۳   | ۸۴    |
| ۵               | ایران (IRI)             | ۲۱  | ۱۸   | ۱۸   | ۵۷    |
| ۶               | تایلند (THA)            | ۱۲  | ۷    | ۲۸   | ۴۷    |
| ۷               | هند (IND)               | ۱۱  | ۱۵   | ۳۶   | ۶۲    |
| ۸               | کره شمالی (PRK)         | ۱۱  | ۱۱   | ۱۴   | ۳۶    |
| ۹               | چین تایپه (TPE)         | ۱۰  | ۱۸   | ۲۳   | ۵۱    |
| ۱۰              | قطر (QAT)               | ۱۰  | ۰    | ۴    | ۱۴    |
| ۱۱              | ازبکستان (UZB)          | ۹   | ۱۴   | ۲۲   | ۴۵    |
| ۱۲              | بحرین (BRN)             | ۹   | ۶    | ۴    | ۱۹    |
| ۱۳              | هنگ کنگ (HKG)           | ۶   | ۱۲   | ۲۵   | ۴۳    |
| ۱۴              | مالزی (MAS)             | ۵   | ۱۴   | ۱۴   | ۳۳    |
| ۱۵              | سنگاپور (SGP)           | ۵   | ۶    | ۱۴   | ۲۵    |
| ۱۶              | مغولستان (MGL)          | ۵   | ۴    | ۱۲   | ۲۱    |
| ۱۷              | اندونزی (INA)           | ۴   | ۵    | ۱۱   | ۲۰    |
| ۱۸              | کویت (KUW)              | ۳   | ۵    | ۴    | ۱۲    |
| ۱۹              | عربستان سعودی (KSA)     | ۳   | ۳    | ۱    | ۷     |
| ۲۰              | میانمار (MYA)           | ۲   | ۱    | ۱    | ۴     |
| ۲۱              | ویتنام (VIE)            | ۱   | ۱۰   | ۲۵   | ۳۶    |
| ۲۲              | فیلیپین (PHI)           | ۱   | ۳    | ۱۱   | ۱۵    |
| ۲۳              | تاجیکستان (TJK)         | ۱   | ۱    | ۳    | ۵     |
| ۲۳              | پاکستان (PAK)           | ۱   | ۱    | ۳    | ۵     |
| ۲۵              | امارات متحده عربی (UAE) | ۱   | ۰    | ۳    | ۴     |
| ۲۵              | عراق (IRQ)              | ۱   | ۰    | ۳    | ۴     |
| ۲۷              | سری‌لانکا (SRI)          | ۱   | ۰    | ۱    | ۲     |
| ۲۸              | کامبوج (CAM)            | ۱   | ۰    | ۰    | ۱     |
| ۲۹              | ماکائو (MAC)            | ۰   | ۳    | ۴    | ۷     |
| ۳۰              | قرقیزستان (KGZ)         | ۰   | ۲    | ۴    | ۶     |
| ۳۱              | اردن (JOR)              | ۰   | ۲    | ۲    | ۴     |
| ۳۲              | ترکمنستان (TKM)         | ۰   | ۱    | ۵    | ۶     |
| ۳۳              | بنگلادش (BAN)           | ۰   | ۱    | ۲    | ۳     |
| ۳۳              | لائوس (LAO)             | ۰   | ۱    | ۲    | ۳     |
| ۳۵              | افغانستان (AFG)         | ۰   | ۱    | ۱    | ۲     |
| ۳۵              | لبنان (LBN)             | ۰   | ۱    | ۱    | ۲     |
| ۳۷              | نپال (NEP)              | ۰   | ۰    | ۱    | ۱     |
| مجموع (۳۷ کشور) | مجموع (۳۷ کشور)         | ۴۳۹ | ۴۴۵  | ۵۷۵  | ۱۴۵۹  |

## پخش
مدیریت پخش میزبان بازی‌های آسیایی اینچئون (IHB) با یک سرمایه‌گذاری مشترک بین سیستم پخش کره (KBS) و بنگاه پخش مونهوا (MBC) که در ۸ مه ۲۰۱۳ راه‌اندازی شد به عنوان پخش‌کنندهٔ میزبان بازی‌ها انجام وظیفه کرد.
۱۰ پخش‌کنندهٔ کره‌ای دیگر و پخش‌کننده‌های خارج از کره مانند تلویزیون مرکزی چین (CCTV) و سرویس پخش بازی‌های بین‌المللی (IGBS) نیز علاوه بر KBS و MBC در تولید سیگنال بین‌المللی (IHB) مشارکت داشتند. محل مرکز پخش بین‌المللی پخش بازی‌ها در سونگدو کونورسیا واقع در یئونسو دیستریکت قرار داشت.